# Kroolik Underwood
Kroolik Underwood, właśc. Maciej Podlawski (ur. 29 czerwca 1983 w Gnieźnie) − polski raper, wokalista i autor tekstów, a także producent muzyczny. Członek formacji Kartel TCB. Prowadzi także solową działalność artystyczną. Kroolik Underwood współpracował ponadto m.in. z takimi wykonawcami jak: Buczer, Kobra, Bezczel, Mrokas, Nagły Atak Spawacza, Kaen, Ramona 23, Slums Attack , Peja, Chada, Pih, OSTR, Sokól, DJ. Decks i wielu innych. Wydał 3 oficjalne albumy, Gentleman Flow, PunktG i Łapacz snów. 
W 2014 roku raper został zatrzymany przez policję pod zarzutem handlu narkotykami. Po wpłaceniu poręczenia majątkowego Podlawski został zwolniony z aresztu śledczego.
Obecnie po niemal 8 letniej przerwie wrócił do muzyki z powodzeniem tworząc kontent na Tiktoku i Instagramie gdzie nagrywa covery znanych wykonawców w swoich wersjach. Niektóre z nich mają milionowe wyświetlenia, między innymi cover piosenki Pezeta "Dom nad wodą". który stał się viralem i ma w tej chwili 5 milionów wyświetleń na TT.  W styczniu 2025 roku ukazał się jego singiel "Niebo", będący efektem współpracy z raperem Buczerem, ogłosił też rozpoczęcie pracy nad nową EP zatytułowaną Jukebox, której okładkę zaprezentował na swoim profilu na Instagramie. 

## Dyskografia
Albumy
| Tytuł                        | Dane dot. albumu                                                     |
| ---------------------------- | -------------------------------------------------------------------- |
| Wesołe i nie tylko melodyjki | - Data: 2004 - Wydawca: brak (nielegal)                              |
| Gentleman Flow               | - Data: 23 czerwca 2012 - Wydawca: RPS Enterteyment/Fonografika      |
| Punkt G                      | - Data: 19 października 2013 - Wydawca: RPS Enterteyment/Fonografika |
| Łapacz snów                  | - Data: 24 listopada 2017 - Wydawca: My Music                        |

Inne
| Album                                                | Rok  | Uwagi | Źródło        |
| ---------------------------------------------------- | ---- | --- | ------------- |
| Nagły Atak Spawacza – Hip hop, giwery i bullterriery | 2000 | „Idą krzyżaki” (gościnnie: Kroolik Underwood) | [ 9 ]         |
| Collegium Elemente – Online                          | 2010 | „Miejsca mają pamięć” (gościnnie: Kroolik Underwood, PMR, Trasor) | [ 10 ]        |
| Mrokas – Mrok w mieście                              | 2011 | „Numer jeden” (gościnnie: Kroolik Underwood) | [ 11 ]        |
| Kartel TCB – W zmiennych nastrojach                  | 2011 | „Aula Banda – Ulice (utwór dodatkowy)” (gościnnie: Kroolik Underwood) | [ 12 ]        |
| Collegium Elemente – Nasz dzień                      | 2011 | „Prestiż” (gościnnie: Shellerini, Kroolik Underwood) „NBP” (gościnnie: Kroolik Underwood) „Prestiż (Remix)” (gościnnie: Shellerini, Kroolik Underwood) „Dumni z siebie" produkcja                                    | [ 13 ] [ 14 ] |
| Ry23 – Magiczne pióro                                | 2012 | „Biznes” (gościnnie: Kroolik Underwood) „W Twoich rękach” (gościnnie: Kroolik Underwood) | [ 15 ]        |
| Galon, Kowall – Brudna natura                        | 2012 | „Nie wiesz co jest” (gościnnie: Kroolik Underwood, PeeMeR, DJ Nori) | [ 16 ]        |
| Śliwa – Pełen etat                                   | 2012 | „Niezapomniane chwile” (gościnnie: Kubiszew, Kroolik Underwood) | [ 17 ]        |
| Kobra x Bezczel – 0,7 na dwóch                       | 2012 | „Szczyt” (gościnnie: Kroolik Underwood) „Nim nastanie świt” (gościnnie: Kroolik Underwood) „Poczuj...” (gościnnie: Kroolik Underwood)                                                                                | [ 18 ]        |
| Slums Attack – CNO2                                  | 2012 | „Samotność po zmroku” (gościnnie: Kroolik Underwood) | [ 19 ]        |
| Buczer – Infamous Mixtape                            | 2012 | „Zapytaj mnie” (gościnnie: Kroolik Underwood) „Powiedz” (gościnnie: Kroolik Underwood) | [ 20 ]        |
| Vixen – Kontinuum                                    | 2012 | „Białe gołębie, czarne kruki” (gościnnie: Kobra, Kroolik Underwood) | [ 21 ]        |
| Rozwój ponad standard (kompilacja)                   | 2012 | Kroolik Underwood – „Fabryka hitów” Kroolik Underwood – „Gentleman Flow” Kobra, Bezczel – „Nim nastanie świt” (gościnnie: Kroolik Underwood) Śliwa – „Niezapomniane chwile” (gościnnie: Kubiszew, Kroolik Underwood) | [ 22 ]        |
| Mrokas – Luxus na raty                               | 2013 | „Wybór (Droga I)” (gościnnie: Kroolik Underwood) „Wybór (Droga II)” (gościnnie: Kroolik Underwood) | [ 23 ]        |
| Buczer, DJ Seli – BOSS                               | 2013 | „Zapytaj mnie (Officjal Blend)” (gościnnie: Kroolik Underwood) | [ 24 ]        |
| Buczer – Utrapiony                                   | 2013 | „Can You Feel Me” (gościnnie: Kroolik Underwood) | [ 25 ]        |
| Bezczel – A.D.H.D                                    | 2013 | „Nie umiemy żyć ze sobą, nie możemy żyć bez siebie” (gościnnie: Kroolik Underwood) | [ 26 ]        |
| HZOP – Słowo.                                        | 2013 | „RPS HIP HOP TOUR” (gościnnie: Kroolik Underwood, Bezczel) | [ 27 ]        |
| DJ Soina – Kręci mnie vinyl 2                        | 2013 | „Zapomnij” (gościnnie: Kajman, Kroolik Underwood, Ramzes) | [ 28 ]        |
| Mikee – Od zmierzchu do świtu                        | 2013 | „Moc” (gościnnie: Bezczel, Kroolik Underwood) | [ 29 ]        |
| Zelo – Hrabia                                        | 2013 | „Odreagować” (gościnnie: Kroolik Underwood, Buczer, Mops Bebsky) | [ 30 ]        |
| Rafi – 10                                            | 2013 | „Anioł” (gościnnie: Kroolik Underwood) | [ 31 ]        |
| RDW – W żyłach rap mam                               | 2013 | „Bez względu na wszystko” (gościnnie: M-Dot, Peja, Kroolik Underwood) | [ 32 ]        |
| Kobra – Golden Era                                   | 2013 | „Do gwiazd” (gościnnie: Kroolik Underwood) | [ 33 ]        |
| Rozbójnik Alibaba, Jan Borysewicz – Bal maturalny    | 2014 | „Zosia” (gościnnie: Chada, Kroolik Underwood) | [ 34 ]        |
| Bezczel – Słowo honoru                               | 2014 | „Vis A Vis” (gościnnie: Kroolik Underwood) | [ 35 ]        |
| Kaen – Piątek 13-go                                  | 2014 | „Muszę iść” (gościnnie: Kroolik Underwood) | [ 36 ]        |
| White House – Kodex 5 Elements                       | 2014 | „Firewall” (gościnnie: Kroolik Underwood, Peja, Śliwa) | [ 37 ]        |
| Peja, White House – Książę aka. Slumilioner          | 2014 | „Back in the Days” (gościnnie: Kroolik Underwood, DJ Danek) | [ 38 ]        |
| Dawidzior – Nowe życie                               | 2014 | „Widzę cię” (gościnnie: Kroolik Underwood, Kacper) | [ 39 ]        |
| Buczer – Emocje                                      | 2014 | „Niepewność” (gościnnie: Kroolik Underwood) | [ 40 ]        |
| Być kimś, być sobą (kompilacja)                      | 2015 | Peny – „Musisz żyć!” (gościnnie: Kroolik Underwood, Bosski Roman) | [ 41 ]        |

## Teledyski
| Tytuł                                                                               | Rok  | Reżyseria                | Album                   | Źródło |
| ----------------------------------------------------------------------------------- | ---- | ------------------------ | ----------------------- | ------ |
| „Maximum”                                                                           | 2012 | Blaszany Sad             | Gentleman Flow          | [ 42 ] |
| „Fabryka hitów” (gościnnie: Peja)                                                   | 2012 | Blaszany Sad             | Gentleman Flow          | [ 43 ] |
| „Anarchia” (gościnnie: Pemer)                                                       | 2013 | Blaszany Sad             | Gentleman Flow          | [ 44 ] |
| „Dziki szał” (gościnnie: Kaen)                                                      | 2013 | Blaszany Sad             | Punkt G                 | [ 45 ] |
| „Zatańcz ze mną"                                                                    | 2013 | Blaszany Sad             | Punkt G                 | [ 46 ] |
| „Flash Gordon” (gościnnie: Zeus)                                                    | 2013 | Blaszany Sad             | Punkt G                 | [ 47 ] |
| Gościnnie                                                                           |      |                          |                         |        |
| Collegium Elemente – „Prestiż” (gościnnie: Shellerini, Kroolik Underwood, DJ Decks) | 2011 | 4zero4                   | Nasz dzień              | [ 48 ] |
| Slums Attack – „Samotność po zmroku” (gościnnie: Kroolik Underwood)                 | 2012 | 9LiterFilmy              | CNO2                    | [ 49 ] |
| Buczer – „Can You Feel Me” (gościnnie: Kroolik Underwood)                           | 2013 | InSane Films, Delaflow   | Utrapiony               | [ 50 ] |
| DJ Soina – „Zapomnij” (gościnnie: Kajman, Kroolik Underwood, Ramzes)                | 2013 | Aspekt Films             | Kręci mnie vinyl 2      | [ 51 ] |
| Bezczel – „Nie umiemy żyć ze sobą” (gościnnie: Kroolik Underwood)                   | 2013 | Delaflow                 | A.D.H.D.                | [ 52 ] |
| Peja, WhiteHouse – „Back in the Days” (gościnnie: Kroolik Underwood, DJ Danek)      | 2014 | 9liter FILMY             | Książę aka. Slumilioner | [ 53 ] |
| Rozbójnik Alibaba – „Zosia” (gościnnie: Chada, Kroolik Underwood)                   | 2014 | Evil Eye Studio          | Bal maturalny           | [ 54 ] |
| Bezczel – „Vis A Vis” (gościnnie: Kroolik Underwood)                                | 2014 | Bass Media, InSane Films | Słowo honoru            | [ 55 ] |
| WhiteHouse – „Firewall” (gościnnie: RPS, Śliwa, Kroolik Underwood)                  | 2014 | 4zero4                   | Kodex 5 Elements        | [ 56 ] |